# یواس‌سی‌جی‌سی گرینبرایر (دبلیوای‌جی‌ال-۲۱۴)
یواس‌سی‌جی‌سی گرینبرایر (دبلیوای‌جی‌ال-۲۱۴) (به انگلیسی: USCGC Greenbrier (WAGL-214)) یک کشتی بود که طول آن ۱۶۵ فوت (۵۰ متر) بود.